# Arno Sorger
Arno Willibald Sorger (* 30. Juni 1878 in Dresden; † 20. September 1957 in  Heidelberg) war ein deutscher Bauingenieur, der sich um die gesamte sächsische Wasserwirtschaft verdient gemacht hat.

## Leben und Wirken
Er war der Sohn des Finanzrechnungskanzlisten Albon Sorger. Nach dem Ablegen der Reifeprüfung im Annenrealgymnasium in Dresden immatrikulierte er sich an der Technischen Hochschule Dresden. Im November 1902 bestand er dort die Erste Staatsprüfung im Bauingenieurfach. Im Anschluss ging er in den Vorbereitungsdienst der staatlichen Straßen- und Wasserbauverwaltung in Sachsen und wurde Regierungsbauführer im Straßen- und Wasserbauamt Grimma. Später wechselte Sorger an das Bauamt Freiberg und wurde der sächsischen Wasserbaudirektion zugeteilt. 
Nach der Zweiten Staatsprüfung im November 1906 wurde er Regierungsbaumeister beim Straßen- und Wasserbauamt in seiner Heimatstadt Dresden. Ab 1. Januar 1908 wurde er durch das sächsische Finanzministerium zum Vorstand des Talsperrenbauamts Malter ernannt. Im darauffolgenden Jahr erfolgte seine Ernennung zum Bauamtmann.
Nach dem Ende des Talsperrenbaues Malter und der erfolgten Auflösung des Talsperrenbaumtes erfolgte seine Rückversetzung zum 1. April 1914 an die Wasserbaudirektion in Dresden, wo er bereits im Mai 1914 zum Baurat ernannt wurde. 1920 übernahm er unter gleichzeitiger Beförderung zum Vortragenden Rat im sächsischen Finanzministerium mit der Dienstbezeichnung Ministerialrat die Leitung der Wasserbaudirektion. 1929 wurde Sorger zum Ministerialdirektor befördert und mit der Leitung der II. Abteilung des Finanzministeriums betraut. Er gehörte mehreren Aufsichtsräten an, darunter seit 1933 der Elektra AG Dresden. 1942 wird er als Ministerialdirektor a. D. bezeichnet.
Er wohnte in der Villa Carolinenstraße 2 am Albertplatz. Nach dem Zweiten Weltkrieg verließ er Dresden und starb 1957 in Heidelberg.

## Ehrungen
- 1926: Engels-Medaille der TH Dresden in Silber
- 1928: Dr.-Ing. h.c. der TH Dresden
- 1928: Ernennung zum Mitglied der Preußischen Akademie des Bauwesens in Berlin